# バスケットボール朝鮮民主主義人民共和国代表
バスケットボール朝鮮民主主義人民共和国代表（DPR Korea national Basketball team）は、朝鮮バスケットボール連盟により国際大会に派遣される朝鮮民主主義人民共和国のバスケットボールナショナルチームである。
1974年、アジア大会に初出場。1978年大会では銅メダルを獲得した。
アジア選手権は1991年神戸大会で初出場。1993年大会では準優勝したが、政治的理由などから翌年の世界選手権は辞退した。以降は国際大会からも遠ざかった。
2002年、韓国の釜山で開催されたアジア大会で国際舞台に復帰し、5位に入賞する。
2010年の広州アジア大会に出場。

## 過去の成績
- オリンピックの成績
  - 出場なし
- FIBAバスケットボール・ワールドカップの成績
  - 出場なし
- FIBA男子アジアカップの成績
  - 準優勝：1993
- アジア競技大会の成績
  - 銅メダル：1978

## 主な歴代選手
- 李明勲